# Krigsåret 1884

## Pågående krig
- Sino-franska kriget 1884-1885[1]
  - Kina på ena sidan
  - Frankrike på andra sidan

- Mahdistupproret (1881-1899)

## Händelser
- 4 februari – Första slaget vid El Teb
- 29 februari – Andra slaget vid El Teb
- 13 mars – Slaget vid Tamai
- 23-26 augusti – Slaget vid Fuzhou
- 8 oktober – Slaget vid Tamsui
- 19 november – Slaget vid Yu Oc

## Födda
- 18 januari - Hermann Böhm, tysk sjömilitär, generalamiral 1941.
- 11 maj - Otto Schultze, tysk sjömilitär, generalamiral 1942.
- 30 juni - Franz Halder, tysk general.
- 8 oktober - Walter von Reichenau, tysk fältmarskalk.
- 18 oktober - Karl Witzell, tysk sjömilitär, generalamiral 1941.

## Avlidna
- 6 augusti – William John Codrington, brittisk general.

### Fotnoter
1. ↑  ”Chronological List of All Wars”. Arkiverad från originalet den 9 oktober 2014. https://web.archive.org/web/20141009082543/http://www.correlatesofwar.org/COW2%20Data/WarData_NEW/WarList_NEW.pdf. Läst 29 juni 2011.